# Lijst van kinderprogramma's op de Nederlandse en Vlaamse televisie
Onderstaande lijst bevat een verzameling kinderprogramma's die ooit op de Vlaamse en/of Nederlandse televisie te zien zijn geweest. Ten behoeve van de overzichtelijkheid zijn de programma's ingedeeld in meerdere groepen.

## Tekenfilms
- De 3 vrienden en Jerry (Z@pp)
- Adventure Time (Cartoon Network)
- Albert, de vijfde musketier (AVRO/KRO/NCRV, Kindernet, Net5)
- Alfred Jodocus Kwak (VARA, Ketnet, Pebble TV)
- Alleen op de wereld/Remi (AVRO, EO)
- All Grown Up! (Nickelodeon)
- Amphibia (Disney Channel)
- Animaniacs (Cartoon Network, Nickelodeon)
- Annemarie (AVRO)
- Argaï (Kindernet)
- As Told by Ginger (VARA/ Nickelodeon)
- Avatar: De Legende van Aang (Nickelodeon)
- De Ark van Noah
- Babar (VPRO)
- Bamboe Beren (NCRV, Pebble TV)
- Barbapapa (NOS, VARA, TROS, Kindernet)
- Barbie
- Battle B-Daman (Jetix)
- Beestenbos is boos (NOS, AVRO, KRO, NCRV, Ketnet)
- Belfy en Lillibit (KRO, RTL 4 onder Littl' bits, Fox Kids)
- De bende van vijf (Fox Kids/Jetix)
- Beugelbekkie (Fox Kids/Jetix)
- Beyblades (Foxkids)
- Billy the Cat (TROS)
- Bikermice from Mars (Fox Kids)
- Bobobobs (VARA, Kindernet, Pebble TV)
- Bobby's Wereld (Foxkids)
- Boris en Binti (Ketnet)
- Boes (VARA, Kindernet, Pebble TV)
- Bouli (Veronica, RTL 4)
- De Bluffers (AVRO, RTL 4, Pebble TV)
- Bravestar (jaren 80)
- De Boze Bevers (Nickelodeon)
- Brigadier Dog (NOS, AVRO)
- Cadichon (RTL 4)
- Calimero (TROS, RTL 4, Nickelodeon)
- Candy Candy (KRO)
- Captain Nintendo (90's RTL 4)
- Captain Planet (Veronica, RTL 4)
- Charlie Brown en Snoopy show (VPRO)
- CatDog (Nickelodeon)
- Cococinel (BRT)
- C.O.P.S. (RTL 4, RTL 5)
- Courage het bange hondje (Cartoon Network)
- Danger Mouse
- Danny Phantom (Nickelodeon)
- Darkwing Duck (RTL 4, SBS6, Net5)
- David de Kabouter (AVRO, Kindernet, Pebble TV)
- Dexter's Laboratory (Cartoon Network)
- De dikke en de dunne
- De Drieling (Jetix)
- De Grimmige Avonturen van Billy en Mandy (Cartoon Network)
- Dennis the Menace (Fox Kids, Pebble TV)
- Dieren van het Groene Woud (TROS, BRT)
- Digimon (Fox Kids)
- Dino Baby's (Kindernet)
- Dinosaurs (Not the mama!, Ketnet)
- Disneyclub (productie van de NCRV)
- Dit is Disney (productie van de NCRV)
- Doctor Snuggles (AVRO, Kindernet)
- Dommel (VARA, Kindernet, Net5, Nickelodeon, Pebble TV)
- Doug
- Drakenjagers (Nickelodeon, Ketnet)
- Ducktales (RTL 4, SBS6, Net5)
- Dungeons and Dragons (AVRO, Fox Kids)
- EEK! The Cat (RTL 4, Fox Kids)
- Het Eiland van Noach (VPRO)
- Er was eens... Het Leven (Ketnet, Pebble TV)
- Er was eens... De Mens (Ketnet, Pebble TV)
- Er was eens... De Ruimte (Ketnet, Pebble TV)
- Fairly Odd Parents (Nickelodeon)
- The Fairytaler (KRO, Z@ppelin, Pebble TV)
- De familie Robinson (EO, Kindernet, Pebble TV)
- De familie Sanders is anders (RTL 4, Pebble TV)
- Ferdy de Mier (KRO)
- Ffukkie Slim (VPRO)
- Franklin (tekenfilm) (Nickelodeon)
- The Flintstones (NTS, KRO, RTL 4)
- Foofur (AVRO, RTL 4, Pebble TV)
- De Freggels (KRO)
- Graaf Duckula (NOS)
- Galactik Football (Jetix)
- George van de Jungle (Ketnet)
- Ghostbusters the animated series
- G.I. Joe (Veronica, RTL 4)
- Gravity Falls (Disney Channel)
- Griezelverhalen voor ettertjes (VPRO, Ketnet)
- Gummi Beren (NCRV, Net5)
- Heidi (VPRO, Kindernet)
- Heatcliff (TROS, RTL 4, Fox Kids)
- Heksenketel (KRO)
- He-Man (jaren 80) (Veronica, Sky Channel)
- Het Huis van de Uil (Disney Channel)
- Hey Arnold! (Ketnet)
- Hopla
- De Hopeloze Heks (Ketnet)
- Inazuma Eleven (Disney XD)
- Inspector Gadget
- Iznogoedh
- James Bond Junior (RTL 4)
- Jellabies (Kindernet, Ketnet)
- Jem
- Jim Button (Fox Kids)
- Jodi en het hertejong (EO)
- Johan en Pierewiet (AVRO)
- Johnny Bravo (Cartoon Network)
- Keepvogel (productie van de VPRO)
- The Kids from Room 402 (Jetix)
- Kika & Bob (productie van Submarine)
- Kim Possible (Net5, Jetix)
- Kissyfur (NCRV)
- Kleine Monsters
- De Kleine Tovenaartjes (RTL 4)
- Kuifje (AVRO, Veronica)
- KRO's Tekenfilmfestival (KRO)
- Lassie
- Let's Go Luna!
- Liegebeest (Ketnet)
- Life with Louis (Fox Kids)
- Lucky Luke (VARA, RTL 4, Yorin, Pebble TV)
- Maple Town (RTL 4)
- M.A.S.K. (TROS, Sky Channel, Fox Kids, Cartoon Network)
- The Magic Schoolbus (Kindernet, Nickelodeon)
- Maja de Bij (KRO, Kindernet)
- Medabots (Foxkids, Jetix)
- Meneertjes en Mevrouwtjes
- Het Molletje (NOS, VARA)
- Monster Allergy (Nickelodeon)
- Montana Jones (Cartoon Network)
- Moomin (KRO, Pebble TV)
- Muppet Babies (KRO)
- Musti (Ketnet)
- My Dad the Rockstar (Nickelodeon)
- My Little Pony (Veronica, Sky Channel, RTL 4)
- Nathalie (EO, Kindernet)
- Nils Holgersson (VARA, Kindernet)
- Oliver Twist (FoxKids) : https://www.youtube.com/watch?v=EGw1_yXZcZk
- Onder moeders vleugels (EO)
- Ovide en zijn vriendjes (VARA, KinderNet, Net5, Pebble TV)
- Phineas & Ferb (Jetix/Disney XD)
- Pinokkio (VARA, Kindernet, Pebble TV)
- Plons de kikker (BRT, Kindernet)
- Professor Balthazar (Pebble TV)
- The Powerpuff Girls (Cartoon Network)
- Oban Star-Racers (Jetix)
- Pingu (Ketnet)
- Pinky and the Brain (Nickelodeon)
- Pippi Langkous (AVRO)
- Pluizerd (NCRV)
- Prinses Sissi (Fox Kids)
- Pokémon (Fox Kids, Jetix, Disney Channel)
- Purno de Purno (productie van de VPRO)
- Qui Qui (Ketnet)
- Quick en Flupke (VARA, Ketnet)
- Ratjetoe (Nickelodeon, KinderNet)
- The Real Ghostbusters (AVRO, SBS6)
- The Ren & Stimpy Show (AVRO, RTL 4, Veronica, Nickelodeon)
- Rescue Rangers (NCRV, Ketnet, Disney XD)
- Robbedoes en Kwabbernoot (KRO)
- Rocket Power (Nickelodeon)
- Rocko's Modern Life (Nickelodeon)
- Rugrats (Nickelodeon)
- Sanjay and Craig (Nickelodeon)
- Seabert (Veronica, KinderNet, RTL 4, Yorin, Pebble TV)
- Schateiland (AVRO)
- Shaun the Sheep (Ketnet, VPRO)
- She-Ra (jaren 80) (Veronica, Sky Channel)
- Shinzo (Fox Kids)
- Shin Chan (Fox Kids)
- Simsala Grimm (Kindernet)
- Sinbad de Zeeman (KRO, Kindernet)
- Sonic X (Foxkids, Jetix)
- Skippy
- De Smurfen (VARA, RTL 4, Kindernet, Net5, SBS6, Ketnet)
- De Snorkels (VARA, RTL 4, Yorin, Ketnet)
- The Amazing Spider-Man (Fox Kids)
- Star street (Veronica, Kindernet, Yorin, Pebble TV)
- Star vs the Forces of Evil (Disney Channel)
- De steden van goud
- Steven Universe (Cartoon Network)
- Strijd der planeten (AVRO)
- Superted (Veronica)
- Tao Tao (KRO)
- Teddy Ruxpin (VARA, Kindernet)
- Teenage mutant ninja turtles (TROS, Fox Kids)
- Thundercats (AVRO)
- The Lion King's Timon & Pumbaa (Ketnet)
- The White Cowboy (VPRO)
- Tom en Co
- Tom Sawyer (EO, Kindernet)
- Top Cat (Cartoon Network)
- Totally Spies (Jetix)
- De tovenaar van Oz (VARA, Kindernet)
- Transformers (Veronica, RTL 4)
- Troetelbeertjes (VARA, Fox Kids, Pebble TV)
- Trollenstreken (Ketnet)
- De Vervangers (Jetix/Disney XD)
- Vrouwtje Theelepel (NCRV, Kindernet, Pebble TV)
- Walter Melon (Fox Kids)
- Waterschapsheuvel (Ketnet)
- What's with Andy? (Jetix)
- Wickie de Viking (KRO, Kindernet)
- The Wild Thornberrys (Nickelodeon)
- De wind in de wilgen
- De Why-Why family (Fox Kids)
- Widget (Tros)
- Winnie de Poeh (Ketnet)
- Winx Club (Nickelodeon)
- Wizzy en Woppy (Ketnet)
- Wunschpunsch (Fox Kids)
- De Wuzzels
- X-men The Animated Series (Fox Kids)
- Yu-Gi-Oh!
- Zorro

## Televisieseries
- 100% Bakvis
- De Achtvoeters
- The Addams Family
- Allemaal tuig! (IKON)
- As Told by Ginger (Nickelodeon)
- De avonturen van Poly
- Bassie en Adriaan (TROS, BRT (nu VRT), Kindernet, Pebble TV vtmKzoom en RTL)
- Batman
- Big & Betsy (productie van Studio 100) (TROS, VTM)
- Bloebloep (Ketnet)
- De Legende van de Bokkerijders (KRO)
- Bollo, Bries en bondgenoten (1983–1985)
- De Boomhut (Alida, Hey Fa!, Peter Paulus Post, Ketnet)
- Broertjes (VPRO)
- Brum (KRO)
- Buiten De Zone (Bart De Pauw, Ketnet)
- Buurman Bolle
- Coco en de vliegende knorrepot (NCRV)
- Carolientje en kapitein Snorrebaard
- Catweazle (of De Tovenaar van Saburac)
- Dag Sinterklaas (Ketnet, Bart Peters)
- De bende van Sjako (TROS)
- De Daltons (VPRO)
- De Duivelsgrot (1963)
- Eefje Wentelteefje (VPRO)
- De Elfenheuvel
- Emil van de Hazelhoeve (auteur: Astrid Lindgren)
- En daarmee basta!
- Ernst, Bobbie en de rest (Kindernet, Fox Kids, Jetix, Net5, RTL Telekids)
- Erwassus (VPRO)
- De Familie Knots
- De film van Ome Willem
- Flappie
- Flip de Tovenaarsleerling
- Flipper
- Floris (1969)
- Freules (VPRO)
- Galaxy Park (studio 100)(Ketnet, NPO Zapp, RTL Telekids)
- Go IV (Ketnet)
- De Grote Klok (NCRV)
- De Grote Meneer Kaktus Show
- Hamtaro (Jetix)
- De hopeloze heks
- Het Huis Anubis (Nickelodeon/studio 100 )
- Het Huis Anubis en de Vijf van het Magische Zwaard (Nickelodeon/studio 100)
- Ik ben Willem (VPRO)
- Inazuma Eleven (Jetix Disney XD)
- Interflix
- Jill (AVROTROS)
- Johan en de Alverman
- Kabouter Plop (productie van Studio 100) (TROS, VTM)
- Kanaal 13 (NCRV)
- Kantjil het dwerghertje (NCRV)
- Kapitein Zeppos
- De Kat (BRT)
- Kenan & Kel (Nickelodeon)
- De Ketnetkroket
- Het kleine huis op de prairie
- De kleine vampier (VPRO)
- Knutsel een Frutsel (Pebble TV)
- Kulderzipken (Ketnet)
- Ko de Boswachtershow (AVRO)
- Koning Bolo
- Kunt u mij de weg naar Hamelen vertellen, mijnheer?
- De Legende van de Bokkerijders (KRO)
- Loenatik (VPRO)
- Madelief (VPRO)
- Maid Marian and her Merry Men
- Merlina (BRT)
- Mevrouw Ten Kate (VPRO)
- Mega Mindy
- Mijn Franse tante Gazeuse (tot serie bewerkte jeugdfilm)
- Mijn idee
- Mik & Mak (VARA)
- Mik, Mak en Mon
- Morgen gebeurt het
- Oebele
- Oma Fladder
- De film van Ome Willem
- Orimoa (NCRV)
- De opkopers (BRT)
- Otje (tot serie bewerkte jeugdfilm)
- Peppi en Kokki
- Piet Piraat (productie van Studio 100) (TROS, Ketnet)
- Pipo de Clown
- Pippi Langkous
- Polleke (VPRO)
- Pommetje Horlepiep
- De Poppenkraam
- Postbus X
- Power Rangers
- Professor Poopsnaggle and His Flying Zepplin
- Q & Q
- Raveleijn
- Samson en Gert (NPO Zappelin, Veronica, Ketnet, Eén.
- Sabrina: Secrets of a Teenage Witch (Disney XD)
- Sabrina, the Teenage Witch (Nickelodeon)
- Saved by the Bell
- Schuif Af (VTM)
- Secret Valley
- Sinterklaas en het gevaar van de snoepfabriek (Nickelodeon)
- Skippy the Bush Kangaroo (Ketnet)
- Souris Noir (Zwarte Muis) (VPRO)
- So Weird
- Spring (productie van Studio 100)
- Stafkes Straffe Kost (Ketnet)
- Stafari (Ketnet)
- Stupicupido (VPRO)
- Superoma
- Swiebertje
- Taarten van Abel
- Tante Soesa & Sassefras
- Taxi van Palemu (VPRO)
- Thierry de Slingeraar
- Thomas en Senior (1985)
- Tita Tovenaar (NOS, AVRO)
- Wie wil mijn marmotje zien?
- Wizzy en Woppy (productie van Studio 100) (TROS, Ketnet)
- W817
- XMIX (EO)
- Zaai (VPRO)
- Het Zakmes (tot serie bewerkte jeugdfilm)
- Zeeuws Meisje (VPRO)
- De zesde klas (IKON)
- De Zevensprong
- ZigZag
- ZIPZOO (ZAPP)
- ZOOP (productie van Nickelodeon)
- Zorro
- Het zwaard van Ardoewaan (BRT)

## Informatief en documentaires (intellectueel uitdagend)
- Achtertuin van Jan Wolkers (VPRO)
- Achterwerk in de kast (VPRO)
- Achterwerk uit de kast (VPRO)
- Alles Kits
- De Ark van Stekeltje (EO)
- Automatick (VPRO)
- Ayla, het tsunamimeisje
- Codenaam Köken (VPRO)
- Er kan nog meer bij (EO)
- Ernst, Bobbie en de Rest (Kindernet, Fox Kids, Jetix, Net5)
- Dag Sinterklaas (1993, Ketnet)
- EO Kinderkrant (productie van de EO)
- Het Futiliteitenmuseum
- Geef Nooit Op (VARA, RTL 4)
- Geheimen van het schoolplein (VPRO)
- Gemma Glitter gezondheidsgala
- Groot Licht (KETNET, KRO)
- Huisje, Boompje, Beestje (Teleac)
- Ik Mik Loreland (Teleac/NOT)
- Het Jeugdjournaal (NOS)
- Junior Eurovisiesongfestival (AVRO)
- J.J. De Bom voorheen De Kindervriend
- Karrewiet (Ketnet)
- Kinderbevrijdingsfront (VPRO)
- Kinderen voor Kinderen (VARA)
- Klassewerk (productie van de KRO)
- Het Klokhuis (NPS)
- Ko de Boswachtershow (oorspronkelijk een radioprogramma)
- Lekker Dansen (VPRO)
- Lif-Laf-Lab
- Max Laadvermogen (VPRO)
- Mini-playbackshow
- MiniStars (productie van de TROS)
- Nationale Wetenschapsquiz Junior (VPRO)
- Nick Battle (Nickelodeon)
- Ojajoh! (VPRO)
- Plankenkoorts (VPRO)
- Prinsen en prinsessen (productie van de EO)
- Het programma met de muis (NOS) 1973
- Rembo & Rembo (VPRO)
- Ren je rot (TROS)
- Roos en haar Mannen (VPRO)
- Retourtje Cinekid (VPRO)
- Samson en Gert (productie van Studio 100) (Veronica, TROS, Eén, Ketnet)
- Schooltv-weekjournaal (Teleac/NOT)
- Sesamstraat (NOS, NPS)
- Schepper de Schep (VPRO)
- Sinterklaasjournaal (NPS)
- Smartkidz
- De Stratemakeropzeeshow
- Stuif es in
- Stuif es uit
- Telekids (RTL 4)
- Teletubbies (Teleac, VTM)
- Taarten van Abel (VPRO)
- Teken Meej Avec Reneej (VPRO)
- Theo en Thea (VPRO)
- Mopatop's Shop (Net5)
- Tik Tak (zonder tekst) (TROS, KRO, België 2, Ketnet)
- Toscane (VPRO)
- Tweenies (Teleac,Ketnet)
- De Verrekijker (NTS)
- Villa Achterwerk (VPRO)
- Watt? (VPRO)
- Wie was je opa's opa, opa? (VPRO)
- Wordt Vervolgd (stripprogramma)
- Het Zandkasteel (Teleac, Ketnet)
- Z@ppsport (TROS)
- ZigZag
- ZipZoo: coördinaat X
- ZipZoo: WorldWide

## Poppenserie
- Beertje Colargol
- De BiBa Boerderij
- Bumba (productie van Studio 100) (TROS, Ketnet)
- De Bereboot (NOS, daarna AVRO)
- Bob de Bouwer (Fox Kids, Jetix, Ketnet)
- Bol en Smik (Ketnet)
- Bolke de Beer (NCRV)
- Carlos & Co (BRT)
- Buurman en Buurman (VPRO)
- Dappere Dodo (KRO)
- De Boterhamshow (NTR)
- De Fabeltjeskrant (TROS)
- De Woefs en de Lamaars
- Fireball XL5
- Four Feather Falls
- Freggels
- In the Night Garden (In de droomtuin) (Disney Junior)
- Joe 90
- Kip (VPRO)
- Kiwi & Slinger (Pebble TV)
- Het Koerhuis van Papa Wirrewarre
- Koekeloere (Teleac/NOT)
- Het Liegebeest
- Les Minikeums (NCRV) Andere titel in het Nederlands
- Moffel en Piertje (NTR, NPO Zappelin)
- Pakweg de Pakstraat (VPRO)
- Paulus de Boskabouter
- Pingu (VPRO)
- Pinkenplace (VPRO)
- Pieter Post
- Rikkie en Slingertje
- Stingray
- Supercar
- Suske en Wiske
- Thomas de stoomlocomotief (Kindernet, Nickelodeon, Nick jr)
- Thunderbirds
- WaWa (NPS, VTM)

## Onbekend
Van onderstaande programma's is niet bekend in welk van de vier hierbovenstaande categorieën de programma's thuishoren.
- Aladdin
- Barbazan (VPRO)
- Barend de Beer of Bonne nuit les petits
- Bloot (VPRO)
- Coco & Jappe
- Codewoord Koekoek (VPRO)
- Dat Heeft Ik Weer (VPRO)
- Def Dada (VPRO)
- Die man met die Olifant (VPRO)
- Docklands (VPRO)
- Drs. P. op teevee (VPRO)
- Erwtje (VPRO)
- Fam. v.d. Ploeg (VPRO)
- Gebakken Mannetjes (VPRO)
- Geheime Gedachten (VPRO)
- Hammie Hamster (VPRO)
- Hondjes (VPRO)
- KlapKlips (VPRO)
- Kleine Heks (VPRO)
- Lars De Kleine IJsbeer
- Madame Baba (VPRO)
- Max en Peep (VPRO)
- Merlin het magische hondje
- Muziekte (VPRO)
- Oma Hondje (VPRO)
- Overleven in NL (VPRO)
- Poesjes (VPRO)
- Poppentje (VPRO)
- De Seend
- De Sommeltjes (VPRO)
- Stinkie & Boudewijn show
- Studio op stelten (KRO)
- Supernick (Nickelodeon)
- Teckel Titus (VPRO)
- Telly en Florien (VPRO)
- Treinreis naar de Toekomst (1964)
- Typotoons (VPRO)
- Van de straat (VPRO)
- Van de Televisie (VPRO)
- Verhalen van de Boze Heks (VPRO)
- Vreemde E.E.N.D. (VPRO)
- Waknouzie (VPRO)
- Woensdag Wonderdag (VPRO)